# Comtat d'Aalst
El comtat d'Aalst fou una jurisdicció feudal al territori de la moderna Bèlgica, al territori del comtat de Flandes del que era vassall però dins el Sacre Imperi Romanogermànic. Estava situat a l'oest del ducat de Brabant fins al riu Dender.
El comitatus d'Aalst fou cedit el 1056 per l'emperador Enric IV del Sacre Imperi Romanogermànic al comte Balduí V de Flandes. El comte flamenc va concedir l'administració del territori a una família de senyors que eren abats laics de l'Abadia de Sant Pere de Gant que van agafar el títol de senyors d'Aalst. Així doncs el territori era un comtat però governat per uns senyors que no tenien el títol de comte sinó simplement el de senyors. Vers el 1076 Robert I el Frisó va cedir als senyors d'Aalst el país de Waas.
La crisi provocada per l'assassinat de Carles el Bo el 1127 i la lluita entre Guillem de Normandia i Teodoric d'Alsàcia, Joan d'Aalst el Calb va estar entre els nobles que van sostenir al segon. El comte pretendent Guillem va morir durant el setge d'Aalst (1128). Com a reconeixement per l'ajuda aportada en la seva lluita contra el normand, Teodoric va permetre a Joan assolir la successió de Balduí III d'Aalst, son germà (mort el 1127), en detriment dels drets que podia reclamar Beatriu, la filla de Balduí.
El 1165 va morir Teodoric d'Aalst, fill de Joan el Calb it de Laureta de Flandes (filla de Teodoric d'Alsàcia i de la seva primera dona, Suanehilda). No va deixar descendents i les seves terres van retornar a Flandes. Els descendents de Beatriu, que s'havia casat amb Enric, castellà de Bourbourg, no van fer cap reclamació seriosa sobre l'herència que els havia estat arrabassada.

## Llista de senyors del comtat d'Aalst

Escut dels senyors d'Aalst

- segle XI: Raül, casat amb Gisela (filla de Frederic de Luxemburg).
- ? -1081: Balduí de Gant, cavaller de Gant, Aalst, Drongen, Waas i Ruiselede.
- 1081-1097: Balduí el Gros, fill, cavaller de Gant, Aalst, Drongen, Waas i Ruiselede, mort el 13 de juny durant el setge de Nicea (1097). casat amb Reinewilda.
- 1098-1127: Balduí III el Barbut, fill, mort el 25 d'octubre de 1127, pare de Beatriu casada amb Enric, castellà de Broekburg, casat amb Lutgarda de Grimbergen.
- 1127-1145: Joan el Calb, germà, mort el 8 d'agost de 1145, casat el 1139 amb Laureta de Flandes filla de Teodoric d'Alsàcia (Laureta es va casar tres vegades més: el 1350 amb el duc Enric II de Limburg, divorciada el 1352; el 1152 amb el comte Raül I de Vermandois i V de Valois el Valent, mort el mateix 1152; i el 1159 amb Enric IV de Luxemburg el Cec comte de Luxemburg i de Namur.
- 1145-1165: Teodoric, fill, mort el 20 d'abril de 1166. Casat amb Laureta d'Hainaut (filla de Balduí IV d'Hainaut i de Namur) casada després (1173) amb Bucard IV senyor de Montmorency.